# Pseudocatharylla angolica
Pseudocatharylla angolica là một loài bướm đêm trong họ Crambidae.